# Shelby, Nebraska
Shelby är en ort (village) i Polk County i Nebraska. Vid 2020 års folkräkning hade Shelby 710 invånare.

## Kända personer från Shelby
- Curtis Tomasevicz, bobåkare